# Helena Uambembe
Helena Uambembe (* 1994 in Pomfret) ist eine südafrikanische Künstlerin. Ihre Arbeiten thematisieren die Geschichte des 32. Bataillons der südafrikanischen Armee, Migration, Kriegstraumata und kollektive Erinnerung.

## Leben
Uambembe wurde 1994 in Pomfret, einer Wüstenstadt in Südafrika, geboren. Ihre Eltern flohen 1975 vor dem Bürgerkrieg in Angola nach Südafrika. Ihr Vater war Soldat im 32. Bataillon der südafrikanischen Armee (SADF), einer Einheit, die hauptsächlich aus angolanischen Männern bestand.
Schon in ihrer Kindheit interessierte sie sich für Kunst und wurde von ihrer Familie unterstützt. Sie studierte an der Tshwane University of Technology in Pretoria und schloss 2018 mit einem BTech ab. Uambembe ist Mitglied des Künstlerkollektivs Kutala Chopeto.

## Werk
Uambembe arbeitet disziplinübergreifend und nutzt Medien wie Textilien, Druckgrafik, Fotografie, Performance und Text. Zentrale Themen ihrer Arbeit sind Archive, Erinnerung, Körper und Sprache. Sie setzt sich intensiv mit der Geschichte des 32. Bataillons, dem angolanischen Bürgerkrieg und den Auswirkungen auf persönliche und kollektive Identitäten auseinander.
Sie sieht sich als Geschichtenerzählerin und Hüterin von Geschichten. Sie nutzt persönliche und familiäre Erfahrungen, um größere historische und politische Zusammenhänge zu beleuchten. Ihr Ansatz ist von einer subtilen Auseinandersetzung mit Gewalt und Trauma geprägt, ohne diese explizit darzustellen, um Betrachter nicht weiter zu desensibilisieren. Sie betont die Bedeutung von Erinnerung und Sprache als performative Elemente, welche die Schaffung neuer Räume für Dialog und Heilung ermöglichen.
In ihren Werken verbindet sie persönliche Erfahrungen mit historischen Ereignissen und nutzt dabei symbolische Elemente, Archivmaterial und Fiktion. Häufig integriert sie sich zur Intervenierung in die Geschichte und Schaffung neuer Bedeutungen selbst in historische Fotografien. Ihr Ansatz zielt auf die Offenlegung verborgener Schichten von Traumata und Erinnerungen und Schaffung von Räumen für kollektive Heilung.
Zu ihren bekanntesten Arbeiten zählen Ghost of my Parents Past (2018/19), das eine Serie darstellt, in der sie mit Fotografien und Lithografien aus Kolonialarchiven arbeitet und diese mit eigenen Zeichnungen und Silhouetten überlagert; Commander Nel’s Archive (2020), ein Werk in dem archiviertes Material betrachtet und künstlerisch interveniert wird, um neue Perspektiven auf die Geschichte zu eröffnen; Pim Pum Pam (2021), eine Installation, die Kinderspiele nutzt, um Kriegstraumata zu thematisieren und die feine Grenze zwischen Spiel und Gewalt aufzuzeigen; und Standard Issue (A meditation on things we do not care for) (2024), eine Installation in der Kunsthalle Bremen mit Bodenzeichnungen von AK-47-Gewehren und Soldaten sowie Klanginstallationen, die Kinderspiele und Schüsse kombinieren.

## Ausstellungen (Auswahl)
- 2018: KutalaChopeto. [Seeking Comfort], Point of Order, Johannesburg
- 2020: Home and the other, FNB Art Joburg (online)
- 2021: Pim Pam Pum, NWU Gallery, Potchefstroom
- 2021: Commander Nel’s Archive, David Krut Projects (online)
- 2021: How to make Mud Cake, Everard Read Gallery, Kapstadt
- 2024: On the Site of the Okavango, Galerie Anton Janizewski, Berlin

## Auszeichnungen
- 2019: David Koloane Award
- 2022: Baloise Kunst-Preis auf der Art Basel
- 2023: DAAD-Stipendium für Bildende Kunst in Berlin
- 2024: Ars Viva Preis des Bundesverbands der Deutschen Industrie (BDI) gemeinsam mit Wisrah C.V. da R. Celestino und Vincent Scheers